# Zgrada „Glavne straže” na Kalemgdanu
Zgrada „Glavne straže” na Kalemegdanu (Haubt Wacht) bila je jedna od tri najstarija zdanja iz perioda baroknog Beograda sagrađena u istočnoj polovini Gornjeg grada Beogradske tvrđave. Od ovog zdanja do danas su ostali samo temelji i ostaci zarušenоg podruma, koji nisu detaljnije arheološki ni istraženi ni dokumentovani.

## Položaj
Zgrada „Glavne straže”, koje se u osnovi bila kvadratnog oblika nalazila se na središnjem prostoru Gornjeg grada Beogradske tvrđave ispred kasarni, okrenuta prema jugozapadu, odnosno glavnoj komunikaciji koja se pružala od Sahat kapije, i koja je delila gornjogradsku zaravan na dva dela.

## Namena
Na sačuvanim planovima  u ovom zdanju se, na osnovu naziva označenog na sačuvanim planovima iz vremena austrijske vladavine Beogradom, nalazio štab tvrđavske posade, a najverovatniji i sedište komandanta Tvrđave. Na tu pretpostavku navodi slična funkcija koju je imala isto označena građevina u centru „Nemačke varoši”, odnosno dunavskog dela Beograda, gde se verovatno nalazila komanda posade varoškog utvrđenja.
Takođe ovakav tip građevine odgovarao je i funkcionalnom tipu vojnih objekata koji su građeni prema pravilima maršala Vobana u 17. i 18. veku.

## Istorija
Nakon Austrijsko-turskog rata (1716-1718), Habzburška imperija dolazi u posed Beograda i njegovog utvrđenja.  Grad su Turci po okončanju rata potpuno napustili, a doselili se žitelji Evrope sa raznih strana Austrijskog carstva. Među njima je bilo trgovaca, zanatlija, ratnih veterana i sirotinje koja se nadala boljem životu na ovom prostoru.
Ovaj trijumfalni osvajački zamah princa Eugena Savojskog, koji je bio je nastavak  prodora iz 1688. godine, do teritorija današnjeg Kosmeta, koji je svojim slomom rezultovao prvom Velikom seobom srpskog naroda (1690) na sever današnje Srbije, tada na teritorije Habzburške monarhije. Iako su Austrijanci dobili veliko pojačanje među Srbima u borbi protiv Osmanske imperije, nisu se  mirili sa porazom i povlačenjem sa Balkana, a naročito sa gubitkom Beograda. Pobeda u ovom ratu je bila prilika da se ostane duže i Beogradska varoš transformiše u grad po uzoru na neku zapadnu prestonicu, ne samo u vizuelnom i arhitektonskim smislu, već u širem obliku, kroz transformaciji društva, načina života i promenu stečenih navika stanovništva.
Prvim radovima na obnovi Beogradske tvrđave rukovodio je inženjerijski pukovnik De Bef, da bi ga 1718. nasledio major Nikola Suli. Zatim, 1719. godine, samo godinu dana posle rata na Siciliji, u kome je kao komandant Lorenskih kirasira učestvovao u odbrani teritorija dobijenih u Ratu za špansko nasleđe, u Beograd je došao švajcarski plemić, pukovnik Nikolas Doksat de Morez. On je psotavljen od strane Dvorskog ratnog saveta u Beču, 1723. godine za glavnog nadzornika radova na Beogradskoj tvrđavi, sa zadatkom da napravi planove za novo, savremeno utvrđenje koje će moći da se odbrani i od najžešćih napada neprijatelja. Po njegovim nacrtima izgrađena su velika zdanja poput Velikog Rimskog bunara, dve pešadijske kasarne, zgrada „Glavne straže”, Veliki barutni magacin – kao prva barokna zdanja podignuta u Gornjem gradu Beogradske tvrđave.
Posle 20 godina naporne izgradnje baroknog habzburškog Beograda, dolazi do ponovnog rata između Austrije i Turske. Ulaskom Turaka u Beogradsku tvrđavu 1739. godine, grad koliko je brzo bio obnavljan toliko je  brzo izgubio svoj barokni izgled, što pokazuje i činjenica da skoro nijedna građevina nije ostala očuvana ni u beogradskoj varoši (osim jedne kuće u Ulici cara Dušana 10).
Porušena su sva utvrđenja, bedemi koji su okruživali varoš, sve kuće višespratnice, kasarne a između ostalih i guvernerova palata i mitropolitska rezidencija. Ono što nisu odneli ratovi, zatro je nemaran odnos prema ovom vidu nasleđa.
U toj euforiji rušenja svega što je austrijsko, prema jednoj fotografija iz 1867. godine, ovo zdanje Turci nisu porušili, več su ga kasnije dogradili i pretvorili u džamiju  sultana Mahmuda, tako da je u tom periodu objekat bio u celosti sačuvan.
U vreme Prvog srpskog ustanka džamiju  sultana Mahmuda (nekaga zgrada Glavne straže) služila je za izlaganje ratnih trofeja, a nakon konačnog odlaska Turaka iz Beogradske tvrđave u njoj se nalazilo skladite municije srpskog garnizona. Stradala je u požaru i eksploziji sredinom osamdesetih godina
19. veka, a njeni ostaci iskopani su 1952. godine.

## Arhitektura
O izgledu zgrade „Glavne straže” u Beogradskoj tvrđavi može se saznati na osnovu ova dva dokumenta:
- Aksonometrijskog izgleda iz 1723. godine, sa prikazom ideje za nove bastione frontove oko gornjogradskog utvđenja, koji je bio deo projekta pukovnika Nikole Doksata de Moreza.[11][12]
- Jedne fotografija iz 1867. godine koja svedoči da je ovo zdanje, kasnije dograđeno i pretvoreno u džamiju sultana Mahmuda, tako da je u tom periodu objekat bio u celosti sačuvan.

O tome kako je bio uređen i podeljen prostor u zgradi „Glavne straže” nema podataka.
Podrum
Zgrada je imala kvadratnu osnovu, približnih dimenzija 16 x 16 m. Ispod celog zdanja nalazio se ukopan podrum sa dve podužne prostorije, zasvedene segmentnim svodom, ka kojima je vodilo stepenište s manjim pristupnim hodnikom.
Prizemlje i etaže

Nad prizemljem, koje je verovatno bilo zasvedeno, postojale su sigurno još dve etaže sa drvenom međuspratnom konstrukcijom. 
Kako je prvobitno izgledala druga etaža teško je reći, budućida se na pomenutoj fotografiji jasno vide dva niza prozora na ravnom fasadnom platnu, dok je na Doksatovom crtežu nad prvim spratom prikazana mansardna etaža.
Fasada i krov
Iako se izgledi fasada, prema raspoloživim podacima, može samo naslutiti, pretpostavlja se da je  fasada zgrada „Glavne straže” okrenutu prema jugozapadu, sa te strane, u nivou prizemlja duž cele njene dužine najverovatnije imala trem sa čest zidanih stubaca povezanih lukovima od opeka. Iznad trema, u ravni prve etaže, nalazio  se otvoreni balkon.
Između prizemlja i prve etaže postojao je jasno istaknut podeoni venac, a na uglovima su bili plitki pilastri.
Krov
Celo zdanje imalo je četvorovodni piramidalni krov pokriven crepom.

## Literatura
- R. Veselinović, Prodiranje austrijske trgovine u Beograd u drugoj polovini XVII veka, in: Oslobođenje gradova u Srbiji od Turaka 1862– 1867.god., Beograd 1970, 163–179.
- R. Veselinović, Ratovi Turske i Austrije 1683– 1717.godine, in: Istorija Beograda 1,ed. 1974,465–519
- R. Veselinović, Srbija pod austrijskom vlašću 1718 – 1739, in: Istorija srpskog naroda IV –1,ed. S. Gavrilovič, 1986,106–162.

## Spoljašnje veze
- Верски објекти Београда - пројекти и остварења у документима историјског архива Београда
- Барокни Београд: преображаји 1717-1739.
- Барокни Београд – Како су Хабзбурзи замислили Београд